# Bento Manuel de Barros
Bento Manuel de Barros, primeiro barão de Campinas, (Araçariguama, 21 de março de 1791 – Limeira, 6 de dezembro de 1873) foi um proprietário rural e nobre brasileiro. Era fazendeiro em Limeira, na província de São Paulo, tendo sido também juiz de paz e membro da Guarda Nacional. Foi um dos primeiros desbravadores da região e muito contribuiu para o desenvolvimento inicial da vila de Limeira.

## Biografia
Era filho de Francisco Xavier de Barros e de sua mulher Ana Joaquina de Morais. Casou-se em Itu, em 1810, com Escolástica Francisca Bueno, filha do Capitão Bernardo de Quadros Aranha e de Agostinha Rodrigues Bueno. Foram pais de sete filhos.
Foi agraciado por decreto imperial de 21 de setembro de 1870 com o título de barão.